# Doris Dauber

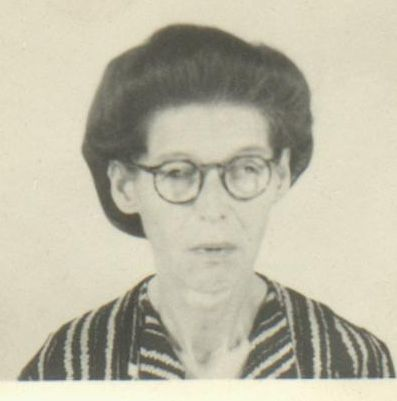
Doris Dauber, 1948

Doris Katharina Dauber, auch Käte Dirksen, (geboren 4. September 1897 in Würzburg; gestorben 4. Februar 1953 in Leipzig) war eine deutsche Schriftstellerin.

## Leben
Doris Dauber studierte Literaturwissenschaft, Geschichte und Philosophie und wurde 1923 an der Universität Leipzig mit einer Dissertation über den Pazifisten Alfred Hermann Fried promoviert. Dauber erkrankte an Tuberkulose, was sie fortan beeinträchtigte.
Dauber arbeitete in Stuttgart als Sekretärin der Ärztin Else Kienle, die die Stuttgarter Beratungsstelle des Reichsverbandes für Geburtenregelung und Sozialhygiene leitete und in ihrer Arztpraxis verbotene Schwangerschaftsabbrüche vornahm. Kienle wurde 1931 angezeigt und floh 1932 nach Frankreich. Gegen Dauber wurde ebenfalls ermittelt, und es gelang ihr nach der Machtübergabe an die Nationalsozialisten noch 1933 die Flucht über Basel nach Paris und 1934 nach England. Inzwischen war sie in Deutschland wegen der Abtreibungen in Abwesenheit zum Tode verurteilt worden, und ihr drohte ein Auslieferungsbegehren des Deutschen Reiches. 
Durch Vermittlung der Quäker fand sie eine Arbeitsstelle als Haushaltshilfe in Irland und gelangte 1935 nach Argentinien, wo sie sich mit Gelegenheitsjobs durchschlug. Sie schrieb in der von August Siemsen organisierten argentinischen Exilausgabe der Zeitschrift Das Andere Deutschland.
1947 kehrte sie nach Deutschland zurück und ließ sich in der SBZ in Leipzig nieder, wo sie in einer kommunalen Beratungsstelle für Schwangerschaftsabbrüche tätig wurde. Sie arbeitete als Übersetzerin aus dem Spanischen und Englischen und übersetzte Bühnenstücke aus dem Russischen.
Dauber schrieb zwei autobiografische Bücher.

## Werke (Auswahl)
- Alfred Hermann Fried und sein Pazifismus. Diss., Leipzig, 1923
- Eine Nacht, ein Leben. Autobiographische Notizen einer unbekannten Frau. Roman. Vorwort August Siemsen. Umschlagzeichnung Arthur Reiss. Buenos Aires : Editorial Cosmopolita, 1945 (2. Auflage Rudolstadt : Greifenverlag, 1950)
- Als ich drei Berufe hatte : Argentinien, wie es wirklich ist. Eine Reportage. Rudolstadt : Greifenverlag, 1949